# Récif Commodore
Le récif Commodore (en anglais Commodore Reef), également connu sous le nom de récif Rizal (en anglais Rizal Reef, en philippin Bahura ng Rizal, en malais  Terumbu Laksamana, en vietnamien Đá Công Đo, en mandarin Sīlìng Jiāo (en sinogramme traditionnel 司令礁)), est un atoll des îles Spratleys en mer de Chine méridionale situé au sud-est de Dangerous Ground. 

## Géographie
Le récif Commodore est situé à l'est du récif Ardasier et du banc Investigator, à 117,9 milles marins (189,7 km) au nord-est du récif Swallow et à 167,1 milles marins (268,9 km) au sud-est du récif de Cuarteron. Il a été légalement déclaré comme rocher,,.

## Revendication de souveraineté
C'est l'une des zones des îles Spratleys occupées par les Philippines. Le récif Commodore fut capturé le 26 juillet 1980. Il apparaît comme deux atolls reliés par un récif. Sur le platier central, un certain nombre de structures artificielles sont visibles dans une zone de 25 m × 25 m.
Le 17 février 2020, une corvette de la Marine philippine, le BRP Conrado Yap (PS-39), a rencontré la corvette Jiangdao de type 056A de la Marine de l’Armée populaire de libération CNS Liupanshui (numéro de coque 514) alors qu'elle effectuait une mission de patrouille près du récif Commodore. Le navire chinois aurait annoncé « Le gouvernement chinois (en) possède une souveraineté incontestable sur la mer de Chine méridionale, ses îles et ses eaux adjacentes » et, selon un responsable militaire philippin, aurait pointé les capteurs opto-électroniques de type IR-17 du système de conduite de tir sur le navire philippin. Des doutes ont été jetés sur les affirmations du responsable, car la Force opérationnelle interarmées ouest de la Marine philippine note que le BRP Conrado Yap, bien qu'il soit étiqueté comme le « navire de guerre le plus puissant » de la Marine, ne dispose pas des mesures de soutien électronique (MSE) requises pour confirmer la visée ou état du système de conduite de tir du navire chinois.